# Dennis Trillo
Abelardo Dennis Florencio Trillo Ho (12 tháng 5 năm 1981) được biết đến với nghệ danh Dennis Trillo, là một diễn viên, ca sĩ và là người mẫu Philippines. Anh hiện là nghệ sĩ của công ty GMA Network. Năm 2006, Dennis được ba giải thưởng về hạng mục Nam diễn viên xuất sắc nhất.

## Ca hát

### Studio albums
- TomDen (2013, GMA Records) (PARI: Platinum)
- Dennis Trillo (2007, IndiMusic)
- Fureddo Jonzu Dennis Trillo (2000, Lovesick Star Music)

### Singles
- "Overdrive" (Lakbay 2 love theme song with Solenn Heussaff) (2016)
- "Sa Iyo na Lang Ako" (Hiram na Alaala theme song) (2014)
- "Tibok ng Puso" (Sa Puso ni Dok theme song) (2014)
- "Kailan Man" (A 100-Year Legacy theme song) (2014)
- "Forever" (with Tom Rodriguez) (2014)
- "Hinahanap-Hanap Kita" (Adik Sa'Yo theme song) (2009)
- "Lumilipad" (2007)
- "All About Love" (2007)

### Compilation albums
- Seasons of Love (2014, GMA Records)

Track 6: "Tibok ng Puso"

## Phim tham gia

### Truyền hình

#### Phim truyền hình
| Năm       | Tựa                                           | Vai                                       | Đài         | Đóng với                                                |               |
| --------- | --------------------------------------------- | ----------------------------------------- | ----------- | ------------------------------------------------------- | ------------- |
| 2020      | I Can See You                                 | Andrew "Drew" Rivera / Warren Devira      | GMA Network | Leading role with Jennylyn Mercado                      |               |
| 2018–2019 | Cain at Abel                                  | Miguel Anthony Larrazabal / Elias Ledesma | GMA Network | Leading role with Dingdong Dantes                       |               |
| 2018      | The One That Got Away                         | William Dominic "Liam" Ilustre            | GMA Network | Leading role with Lovi Poe, Rhian Ramos and Max Collins |               |
| 2017      | Mulawin vs. Ravena                            | Haring Gabriel Montenegro                 | GMA Network | Leading role / First Antagonist role with Lovi Poe      |               |
| 2016      | Juan Happy Love Story (Sóng gió cuộc tình)    | Juan Dela Costa                           | GMA Network | Leading role with Heart Evangelista                     | [ 5 ]         |
| 2015      | My Faithful Husband (Người chồng thủy chung)  | Emman dela Paz                            | GMA Network | Leading role with Jennylyn Mercado                      | [ 6 ] [ 7 ]   |
| 2014      | Hiram na Alaala (Ký ức tình yêu)              | Ivan Legaspi                              | GMA Network | Leading role with Kris Bernal                           | [ 8 ] [ 9 ]   |
| 2014      | Sa Puso ni Dok                                | Doc. Dennis                               | GMA Network | Leading role with Bela Padilla                          | [ 10 ] [ 11 ] |
| 2013      | Người tình của chồng tôi                      | Enrico "Eric" del Mundo                   | GMA Network | Leading role with Tom Rodriguez                         | [ 12 ] [ 13 ] |
| 2012–2013 | Mặt nạ hoa hồng                               | Marcel Salcedo                            | GMA Network | Leading role with Marian Rivera                         | [ 14 ] [ 15 ] |
| 2012      | Biritera                                      | Andrei Marcelino                          | GMA Network | Leading role with Glaiza de Castro                      | [ 16 ] [ 17 ] |
| 2012      | Legacy (Gia tộc nổi sóng)                     | Young Cesar Alcantara                     | GMA Network | Special Participation with Bianca King                  | [ 18 ]        |
| 2011      | Sinner or Saint (Kẻ tội đồ thánh thiện)       | Raul Marcelo                              | GMA Network | Leading role with Bianca King                           | [ 19 ] [ 20 ] |
| 2011      | Dwarfina                                      | Lyndon Valencia                           | GMA Network | Leading role with Heart Evangelista                     | [ 21 ]        |
| 2010      | Jillian: Namamasko Po (Âm mưu và sắc đẹp)     | Danny Evangelista                         | GMA Network | Episode role with Jennylyn Mercado                      | [ 22 ]        |
| 2010      | Endless Love (Chân trời có em)                | Andrew Tantoco                            | GMA Network | Leading role with Marian Rivera                         | [ 23 ]        |
| 2010      | Sine Novela: Gumapang Ka Sa Lusak             | Levi Ramiro                               | GMA Network | Leading role with Jennylyn Mercado                      | [ 24 ]        |
| 2009      | Darna                                         | Pancho Macaspac                           | GMA Network | Main role with Marian Rivera                            | [ 25 ]        |
| 2009      | Adik Sa'Yo                                    | Ruben Domingo                             | GMA Network | Leading role with Jennica Garcia                        | [ 26 ]        |
| 2008      | Carlo J. Caparas' Gagambino                   | Gambino "Bino" Bayani/Gagambino           | GMA Network | Title role                                              | [ 27 ]        |
| 2008      | Sine Novela: Magdusa Ka                       | Rodolfo "Rod" Henson                      | GMA Network | Leading role with Katrina Halili                        | [ 28 ]        |
| 2008      | E.S.P.                                        | Jared                                     | GMA Network | Supporting role                                         | [ 29 ]        |
| 2007      | Zaido: Pulis Pangkalawakan                    | Gallian Magdalion/Blue Zaido              | GMA Network | Leading role with Aljur Abrenica and Marky Cielo        | [ 30 ]        |
| 2007      | Sine Novela: Kung Mahawi Man Ang Ulap         | Rustan "Stan" Ilustre                     | GMA Network | Leading role with Nadine Samonte                        | [ 31 ]        |
| 2007      | Super Twins                                   | Eliseo Castro/Eliazar Vergara             | GMA Network | Supporting role                                         | [ 32 ]        |
| 2006      | Now and Forever: Dangal                       | Adrian Villanueva                         | GMA Network | Leading role with Jennylyn Mercado                      | [ 33 ]        |
| 2006      | Majika                                        | Argo                                      | GMA Network | Leading role with Angel Locsin                          | [ 34 ]        |
| 2005      | Etheria: Ang Ikalimang Kaharian ng Encantadia | Young Raquim                              | GMA Network | Leading role with Nadine Samonte                        | [ 35 ]        |
| 2005      | Now and Forever: Agos                         | Danilo Cortez                             | GMA Network | Leading role with Sunshine Dizon                        | [ 36 ]        |
| 2005      | Darna                                         | Efren/Lalaking Ahas                       | GMA Network | Leading role with Angel Locsin                          | [ 37 ]        |
| 2004      | Mulawin                                       | Gabriel                                   | GMA Network | Leading role with Angel Locsin                          | [ 38 ]        |
| 2003      | Twin Hearts                                   | Glenn Saraga                              | GMA Network | Leading role with Tanya Garcia                          | [ 39 ]        |
| 2002      | Kahit Kailan                                  | David                                     | GMA Network | Supporting role                                         | [ 40 ]        |
| 2001      | Sa Dulo Ng Walang Hanggan                     | Jojo                                      | ABS-CBN     | Supporting role                                         | [ 41 ]        |
| 2000      | Pangako Sa 'Yo                                | Ruel                                      | ABS-CBN     | Leading role with Kristine Hermosa                      | [ 42 ]        |

#### Show truyền hình
| Năm       | Tựa                                  | Vai trò           | Đài         | Ref.   |
| --------- | ------------------------------------ | ----------------- | ----------- | ------ |
| 2013–2015 | Sunday All Stars                     | Co-host/Performer | GMA Network |        |
| 2010–2013 | Party Pilipinas                      | Co-host/Performer | GMA Network |        |
| 2009–2010 | StarStruck V: The Worldwide Invasion | Host              | GMA Network | [ 43 ] |
| 2006–2010 | SOP                                  | Co-host/Performer | GMA Network |        |

#### Drama anthologies
| Title                 | Year | Episode                                                         | Role              | Network     | Ref.   |
| --------------------- | ---- | --------------------------------------------------------------- | ----------------- | ----------- | ------ |
| Karelasyon            | 2016 | Various episodes                                                | Various roles     | GMA Network |        |
| Wagas                 | 2016 | Ang Turista at Ang Probinsyana                                  | Rome              | GMA News TV | [ 44 ] |
| Magpakailanman        | 2016 | Ang Kakambal Kong Ahas                                          | Michael/Lucas     | GMA Network | [ 45 ] |
| Magpakailanman        | 2015 | The PO2 Ephraim Mejia Story: Ang Mamatay ng Dahil Sa'yo         | Ephraim Mejia     | GMA Network | [ 46 ] |
| Magpakailanman        | 2014 | The Eduard Folayang & Mark Sangiao Story: Mga Bagong Mandirigma | Eduard Folayang   | GMA Network | [ 47 ] |
| Magpakailanman        | 2006 | The Darius Razon Story                                          | Darius Razon      | GMA Network | [ 48 ] |
| Magpakailanman        | 2005 | The Mars Ravelo Story: Buhay na Walang Hanggan                  | Mars Ravelo       | GMA Network | [ 49 ] |
| Magpakailanman        | 2005 | The Joey Faller Story                                           | Fr. Joey Faller   | GMA Network | [ 50 ] |
| Magpakailanman        | 2004 | The Diego Llorico Story                                         | Diego's Boyfriend | GMA Network | [ 51 ] |
| Spooky Night Presents | 2011 | Siyam                                                           | —                 | GMA Network |        |
| Spooky Night Presents | 2011 | Kalaro                                                          | Chris             | GMA Network | [ 52 ] |
| Claudine              | 2010 | Bingit na Kaligayahan                                           | Jed               | GMA Network |        |
| Love Bug Presents     | 2010 | The Last Romance                                                | Hero              | GMA Network | [ 53 ] |
| SRO Cinemaserye       | 2009 | Exchange Gift                                                   | Miguel            | GMA Network |        |
| Dear Friend           | 2008 | Chinoy                                                          | Edison            | GMA Network | [ 54 ] |
| Love to Love          | 2004 | Kissing Beauty                                                  | Alfred            | GMA Network |        |
| Wansapanataym         | 2002 | —                                                               | —                 | ABS-CBN     |        |
| Maalaala Mo Kaya      | 2002 | Treehouse                                                       | —                 | ABS-CBN     | [ 55 ] |
| Maalaala Mo Kaya      | 2001 | Songbook                                                        | —                 | ABS-CBN     |        |

#### TV specials
| Year | Title                | Role       | Network     | Notes                                               | Ref.   |
| ---- | -------------------- | ---------- | ----------- | --------------------------------------------------- | ------ |
| 2014 | Ilaw ng Kahapon      | Dante      | GMA Network | Eat Bulaga! lenten special                          | [ 56 ] |
| 2011 | Maestra              | —          | GMA Network | APT Entertainment lenten special with Agot Isidro   | [ 57 ] |
| 2009 | Sugat ng Kahapon     | Sonny      | GMA Network | APT Entertainment lenten special with Marian Rivera | [ 58 ] |
| 2007 | Unico Hijo           | —          | GMA Network | APT Entertainment lenten special with Eddie Garcia  | [ 59 ] |
| 2006 | Sa Ngalan ng Anak    | —          | GMA Network | APT Entertainment lenten special                    |        |
| 2006 | Binibining Pilipinas | Presenter  | GMA Network | Along with Dingdong Dantes and Pia Guanio           |        |
| 2005 | Sa Kamay ng Diyos    | —          | GMA Network | APT Entertainment lenten special                    | [ 60 ] |
| 2004 | Angel Villa          | St. Rafael | GMA Network | APT Entertainment lenten special                    | [ 60 ] |

#### TV guestings
Some of Trillo's notable guestings.
| Title                                 | Year | Role                         | Network         | Notes                                                 | Ref.   |
| ------------------------------------- | ---- | ---------------------------- | --------------- | ----------------------------------------------------- | ------ |
| Sarap Diva                            | 2016 | Guest                        | GMA Network     | With Gardo Versoza                                    | [ 61 ] |
| Bubble Gang                           | 2016 | Carrot Man                   | GMA Network     |                                                       | [ 62 ] |
| Lip Sync Battle Philippines           | 2016 | Battler                      | GMA Network     | Winner against Tom Rodriguez                          | [ 63 ] |
| Sunday PinaSaya                       | 2016 | Performer                    | GMA Network     | With Solenn Heussaff to promote Lakbay 2 Love movie   | [ 64 ] |
| Kris TV                               | 2015 | Guest                        | ABS-CBN         | To promote the movie You're Still the One             | [ 65 ] |
| Pepito Manaloto: Ang Tunay na Kuwento | 2015 | Bhoy                         | GMA Network     | With Tom Rodriguez                                    | [ 66 ] |
| Tonight with Arnold Clavio            | 2013 | Guest                        | GMA News TV     |                                                       | [ 67 ] |
| Myx Philippines                       | 2013 | Celebrity VJ                 | Myx Philippines | VJ for the month of December along with Tom Rodriguez | [ 68 ] |
| Mind Master                           | 2011 | Guest host                   | GMA Network     | Season-ender host                                     | [ 69 ] |
| Votes V                               | 2005 | Steve Armstrong (voice only) | Hero TV         | Tagalog dubbed                                        | [ 70 ] |

### Phim điện ảnh
| Year | Title                                     | Role                        | Producer(s)                                  | Notes                                                                   | Ref.          |
| ---- | ----------------------------------------- | --------------------------- | -------------------------------------------- | ----------------------------------------------------------------------- | ------------- |
| 2019 | Hellcome Home                             | Peter Villareal             | Star Cinema                                  | Leading role with Beauty Gonzalez, Raymond Bagatsing and Alyssa Muhlach | [ 71 ] [ 72 ] |
| 2019 | Mina-Anud                                 | Ding                        | Regal Entertainment                          | Leading role                                                            | [ 73 ]        |
| 2018 | One Great Love                            | Ian Arcano                  | Regal Entertainment                          | Leading role with Kim Chiu                                              | [ 74 ]        |
| 2016 | Bakit Lahat ng Gwapo may Boyfriend?       | Diego                       | Viva Films                                   | Leading role with Anne Curtis and Paolo Ballesteros                     | [ 75 ]        |
| 2016 | Lakbay 2 Love                             | Biker                       | Erasto Films                                 | Leading role with Solenn Heussaff                                       | [ 76 ]        |
| 2015 | Felix Manalo                              | Felix Y. Manalo             | Viva Films                                   | Leading role with Bela Padilla                                          | [ 77 ]        |
| 2015 | You're Still the One                      | Jojo                        | Star Cinema, Regal Entertainment             | Leading role with Maja Salvador                                         | [ 78 ]        |
| 2014 | Shake, Rattle & Roll XV                   | Henry                       | Regal Entertainment                          | Leading role with Carla Abellana                                        | [ 79 ]        |
| 2014 | The Janitor                               | Crisanto Espina             | APT Entertainment                            | Leading role with Richard Gomez                                         | [ 80 ]        |
| 2013 | Sapi                                      | Dennis                      | Centerstage Productions, Solar Entertainment | Leading role with Meryll Soriano                                        | [ 81 ]        |
| 2012 | Shake, Rattle and Roll 14: The Invasion   | MSgt. Martin Barrientos     | Regal Entertainment                          | Leading role with Paulo Avelino                                         | [ 82 ]        |
| 2012 | Ang Katiwala                              | Ruben                       | APT Entertainment, Bigtop Media Productions  | Leading role                                                            | [ 83 ]        |
| 2012 | Boy Pick-Up: The Movie                    | Gabbs/Bagwis                | GMA Films, Regal Entertainment               | Supporting role                                                         | [ 84 ]        |
| 2011 | Yesterday, Today, Tomorrow                | Derek                       | Regal Entertainment                          | Supporting role                                                         | [ 85 ]        |
| 2011 | My Neighbor's Wife                        | Aaron                       | Regal Entertainment                          | Leading role with Lovi Poe                                              | [ 86 ]        |
| 2011 | Temptation Island                         | Antonio                     | GMA Films, Regal Entertainment               | Supporting role                                                         | [ 87 ]        |
| 2010 | Rosario                                   | Alberto Fernandez           | Studio 5                                     | Supporting role                                                         | [ 88 ]        |
| 2009 | Mano Po 6: A Mother's Love                | Daniel Chan                 | Regal Entertainment                          | Supporting role                                                         |               |
| 2009 | Tarot                                     | Miguel                      | Regal Entertainment                          | Leading role with Marian Rivera                                         |               |
| 2009 | Astig                                     | Ariel                       | Cinemalaya Foundation                        | Leading role with Sid Lucero                                            |               |
| 2009 | Yaya and Angelina: The Spoiled Brat Movie | Yaya's Neighbor             | GMA Films, APT Entertainment                 | Cameo role                                                              |               |
| 2008 | Mag-ingat Ka Sa... Kulam                  | Paul                        | Regal Entertainment                          | Leading role with Judy Ann Santos                                       |               |
| 2008 | I.T.A.L.Y.                                | Paolo Guzman                | GMA Films                                    | Leading role with Jolina Magdangal                                      |               |
| 2007 | Shake, Rattle and Roll 9                  | Jerome                      | Regal Entertainment                          | Leading role with Roxanne Guinoo                                        |               |
| 2006 | TxT                                       | Alex                        | Regal Entertainment, APT Entertainment       | Leading role with Angel Locsin                                          |               |
| 2006 | Pamahiin                                  | Noah                        | Regal Entertainment                          | Leading role                                                            |               |
| 2006 | Blue Moon                                 | Kyle Pineda                 | Regal Entertainment                          | Supporting role                                                         | [ 70 ]        |
| 2005 | Mulawin: The Movie                        | Gabriel                     | GMA Films, Regal Entertainment               | Supporting role                                                         | [ 70 ]        |
| 2004 | Aishite Imasu 1941: Mahal Kita            | Ignacio Basa/Inya Marasigan | Regal Entertainment                          | Leading role with Judy Ann Santos                                       |               |
| 2004 | Mano Po III: My Love                      | Sigmond Dee                 | Regal Entertainment                          | Supporting role                                                         | [ 89 ]        |